# Streitkräfte Ruandas
Die Streitkräfte Ruandas (englisch Rwanda Defence Force; kurz: RDF, Kinyarwanda Ingabo z’u Rwanda, französisch Forces rwandaises de défense, Swahili Nguvu ya Ulinzi ya Watu wa Rwanda) sind das Militär der Republik Ruanda.

## Geschichte
Im Jahr 1960 wurde die Nationalgarde gegründet, welche noch stark von der belgischen Kolonialmacht abhängig war und vorwiegend aus Soldaten der Hutu bestanden. Schon ein Jahr vorher begannen die Belgier, eine geringe Anzahl an ruandischen Kämpfern auszubilden, um zeitnah eine Stärke von 1.300 Soldaten zu erreichen. Nach der Unabhängigkeit im Jahre 1962 bestand die Garde aus 950 Soldaten, welche größtenteils von belgischen Offizieren geführt wurde. Die erste Kampferfahrung sammelte die Einheit ein Jahr später, als die Tutsi versuchten die Kontrolle über Ruanda zu erhalten. Im Jahr 1969 bestand die Armee aus insgesamt 3700 Soldaten, wovon 1200 Angehörige auf die Nationalpolizei entfielen.

### Völkermord
In ungefähr 100 Tagen töteten Angehörige der Hutu mehr als 800.000 Menschen. Ein großer Teil der Täter kamen von den Streitkräften. Nachdem die Ruandische Patriotische Front (RPF) im Juli 1994 die Macht über Ruanda übernommen hatte, endete der Genozid und viele Delinquenten flohen in die Nachbarländer. Dies gab der künftigen Regierung, welche von der RPF gebildet wurde, den Grund, des Öfteren in den Nachbarstaat Kongo einzufallen (siehe Kongokrieg). Der militärische Arm der RPF wurde in Rwanda Defence Force umbenannt und bildete somit die neue Streitkraft des Landes.

### Kontroversen
Zeugen berichteten, dass bei Rekrutierungen oft Benachteiligungen auftreten. Chancen auf einen Offiziersposten haben meistens nur junge Tutsi und in den Reihen der Garde und den Spezialeinheiten findet man ebenfalls größtenteils aus Uganda stammende Tutsi. Hutu haben meistens nur die Möglichkeit einfache Soldaten zu werden. Wenn nicht genug Rekruten gefunden wurden, wurden Männer verhaftet und gezwungen in die Streitkräfte einzutreten. Auch von Kindersoldaten wurde des Öfteren berichtet.

## Heer
Das Heer von Ruanda (englisch Rwanda Land Force) verfügt über 32.000 Soldaten und wird von Generalleutnant Mubarakh Muganga geführt.

### Organisation
Die RLF gliedert sich in folgende Bestandteile:
- Kampfverbände
- Kampfunterstützung
- Kampfdienstunterstützung
- Spezialeinheiten
- Militärschulen

### Ausrüstung
Die RDF verfügt über folgende Ausrüstung:

#### Fahrzeuge
| Typ                   | Herkunft            | Funktion               | Version                  | Anzahl  | Anmerkungen                                              |
| --------------------- | ------------------- | ---------------------- | ------------------------ | ------- | -------------------------------------------------------- |
| T-54T-55              | Sowjetunion         | KampfpanzerBergepanzer |                          | 24+     | Die Modifikation als Bergepanzer wurde berichtet         |
| Tiran                 | Israel              | Kampfpanzer            | Tiran-5                  | 10      |                                                          |
| Panhard AML           | Frankreich          | Spähpanzer             | AML-60AML-90             | ca. 90  |                                                          |
| Véhicule Blindé Léger | Frankreich          | Spähpanzer             |                          | 16      |                                                          |
| BMP                   | Sowjetunion         | Schützenpanzer         |                          |         |                                                          |
| Ratel                 | Südafrika           | Schützenpanzer         | Ratel-23Ratel-60Ratel-90 | 13+2015 |                                                          |
| BTR                   | Sowjetunion         | Mannschaftstransporter |                          |         |                                                          |
| Panhard VCR           | Frankreich          | Mannschaftstransporter |                          |         |                                                          |
| WZ551                 | Volksrepublik China | Mannschaftstransporter |                          | 20      | berichtet                                                |
| RG-31                 | Südafrika           | MRAP                   | Nyala                    | 40      |                                                          |
| Otokar Cobra          | Türkei              | Mehrzweckfahrzeug      |                          | 76      | zum Teil bewaffnet mit chinesischen HJ-9A Raketenwerfern |

#### Artillerie
| Typ        | Herkunft            | Kaliber | Funktion          | Anzahl |
| ---------- | ------------------- | ------- | ----------------- | ------ |
| CS/SH1     | Volksrepublik China | 122 mm  | Selbstfahrlafette | 6      |
| SH3        | Volksrepublik China | 122 mm  | Selbstfahrlafette | 6      |
| ATMOS 2000 | Israel              | 155 mm  | Selbstfahrlafette | 5      |
|            |                     | 105 mm  | Haubitze          |        |
| D-30       | Sowjetunion         | 122 mm  | Haubitze          | 6      |
| Typ-54     | Volksrepublik China | 152 mm  | Haubitze          | 29     |
| RM-70      | Tschechoslowakei    | 122 mm  | Raketenwerfer     | 5      |
| LAR-160    | Israel              | 160 mm  | Raketenwerfer     | 5      |

Des Weiteren verfügt die RDF über 115 Mörsern, 9K32 Strela-2 MANPADS und ungefähr 150 weiteren Flugabwehrwaffen.

## Luftstreitkräfte

Kokarde der ruandischen Luftstreitkräfte

Die Luftstreitkräfte der Republik Ruanda (Force Aérienne Rwandaise, englisch Rwanda Air Force) haben eine Personalstärke von ungefähr 1.000 Angehörigen und werden vom Generalleutnant Jean-Jacques Mupenzi geleitet.

### Ausrüstung

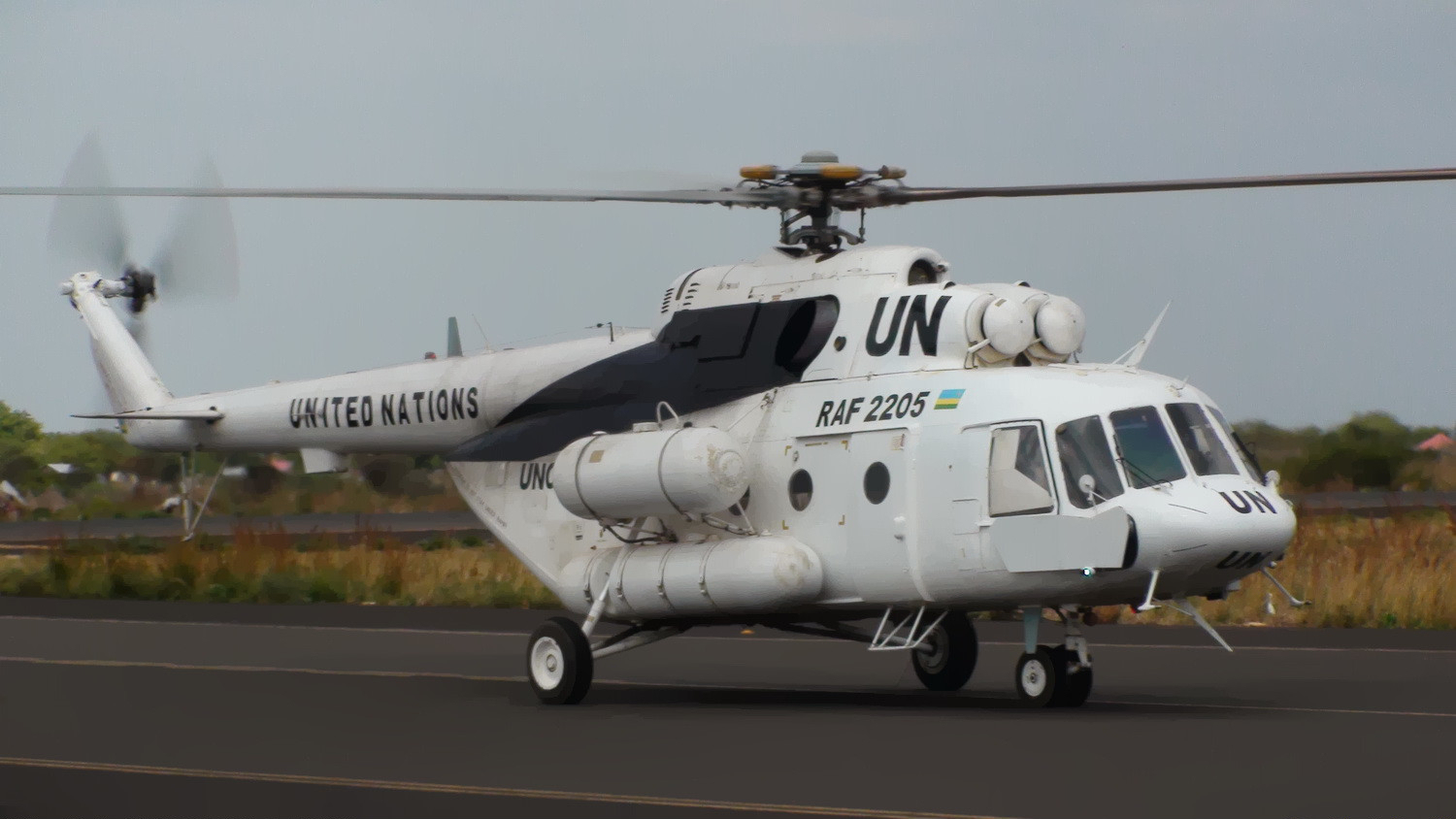
Ruandischer Mil Mi-17

Die Luftstreitkräfte verfügen über folgende Flugzeug- und Hubschraubertypen:
| Spezifikation       | Herkunft                          | Funktion              | Version            | Aktiv              | Bestellt           |
| Transportflugzeuge  | Transportflugzeuge                | Transportflugzeuge    | Transportflugzeuge | Transportflugzeuge | Transportflugzeuge |
| ------------------- | --------------------------------- | --------------------- | ------------------ | ------------------ | ------------------ |
| Cessna 208          | Vereinigte Staaten                | Transportflugzeug     |                    | 2                  |                    |
| Diamond DA42        | Österreich                        | Verbindungsflugzeug   |                    | 2                  |                    |
| Hubschrauber        |                                   |                       |                    |                    |                    |
| Mil Mi-8            | Sowjetunion                       | Mehrzweckhubschrauber | Mi-17              | 12                 |                    |
| Mil Mi-24           | Sowjetunion                       | Kampfhubschrauber     |                    | 5                  |                    |
| Aérospatiale SA 342 | Frankreich Vereinigtes Königreich | Mehrzweckhubschrauber |                    | 3                  |                    |

## Einsätze
Die ruandischen Streitkräfte beteiligen sich mit zwei Infanteriebataillon und einen Feldlazarett (2.148 Soldaten) an der MINUSCA. Des Weiteren hat die Regierung weitere 2.642 Soldaten unter der UNMISS und 3 Wehrdienstleistende aufgrund der UNISFA im Ausland stationiert. Am 9. Juli 2021 gab die Regierung bekannt, dass die RDF 1.000 Angehörige nach Mosambik entsendet, um dort islamistische Gruppen zu bekämpfen. Laut dem International Institute for Strategic Studies hat Ruanda mittlerweile 1.500 Soldaten in Mosambik stationiert.